# И я бы мог…
«И я бы мог…» — советский рисованный мультипликационный фильм, созданный по одноимённому стихотворению А. А. Шибаева на киностудии «Союзмультфильм» в 1983 году.
Второй из трёх сюжетов мультипликационного альманаха «Весёлая карусель» № 14.

## Сюжет
Поучительная история знакомства рассудительного щенка и хулиганистого козлёнка-позёра. Козлёнок стал хвастать, как он умеет прыгать, бегать и сшибать всё на своём пути. «Немудрено. И я бы мог. Да не хочу.» — сказал щенок.
По поэме А. Шибаева.

## Создатели
- Автор сценария, кинорежиссёр и художник-постановщик: Людмила Кошкина
- Композитор: Н. Соколов
- Художник: Н. Озерская
- Мультипликаторы: Татьяна Померанцева, Юрий Мещеряков, Валентин Кушнерёв, Иосиф Куроян
- Текст читает: Спартак Мишулин